# Régiment de Salis-Marschlins
Pour les articles homonymes, voir Régiment de Salis.
Le régiment de Salis-Marschlins est un régiment d'infanterie composé de mercenaires de la Confédération suisse, originaires du canton des Grisons, au service du royaume de France, créé en 1734 sous le nom de régiment de Travers, devenu sous la Révolution le 95e régiment d’infanterie de ligne.

## Création et différentes dénominations
- 1er juin 1734 : Création du régiment de Travers
- 10 juillet 1744 : Prend le nom de régiment de Salis-Soglio
- 6 décembre 1744 : Devient régiment de Salis-Mayenfeld
- 12 avril 1762: Prend le nom de régiment de Salis-Marschlins
- 1er janvier 1791 : Renommé 95e régiment d’infanterie de ligne
- 20 août 1792 : Le régiment est licencié[1]

## Mestres de campetcolonels
Régiment de Travers
- 1er juin 1734 : Jean Victor baron de Travers d'Orstenstein

Régiment de Salis-Soglio
- 10 juillet 1744 : Jean  Gaudens de Salis-Soglio

Régiment de Salis-Mayenfeld
- 6 décembre 1744 : Charles Ulysse de Salis-Mayenfeld

Régiment de Salis-Marschlins
- 12 avril 1762 : Antoine baron de Salis-Marschlins

## Historique des garnisons, combats et batailles du régiment

### Origines
Ce régiment, le 9e régiment suisse, a été créé par ordonnance du 1er juin 1734.
 Il est formé, à 2 compagnies, à Belfort pendant le quartier d'hiver suivant avec des compagnies levées dans le canton des Grisons. Une compagnie que Jean Victor baron de Travers d'Orstenstein possédait dans le régiment d'Affry en devint la compagnie colonnelle. 
Ce corps a toujours été exclusivement grison.

### Régiment de Travers (1734-1744)

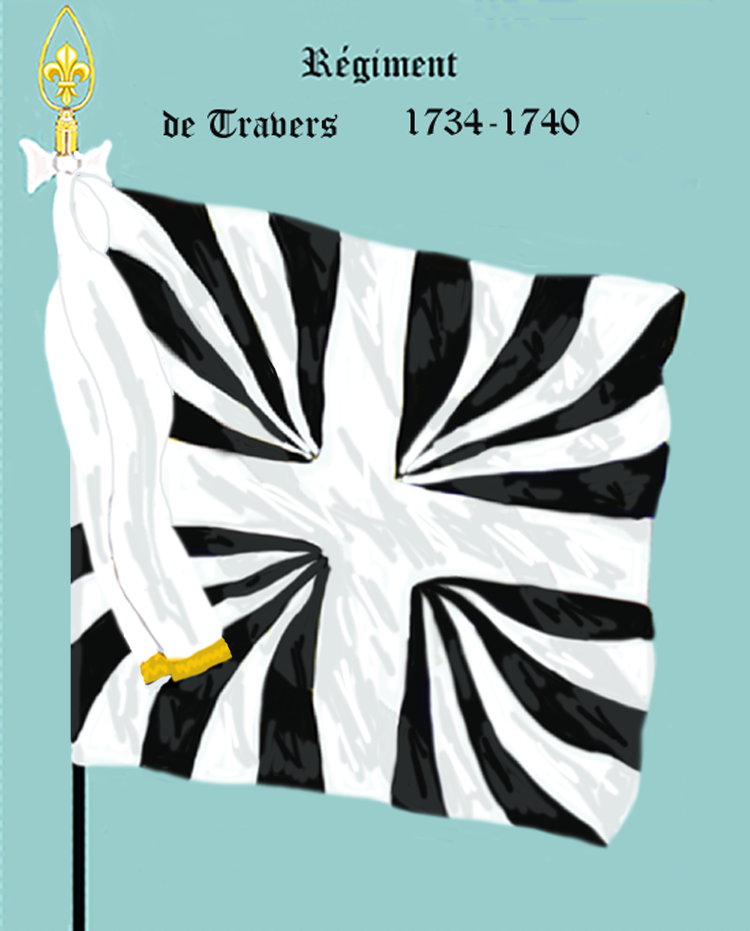
Régiment de Travers de 1734 à 1740
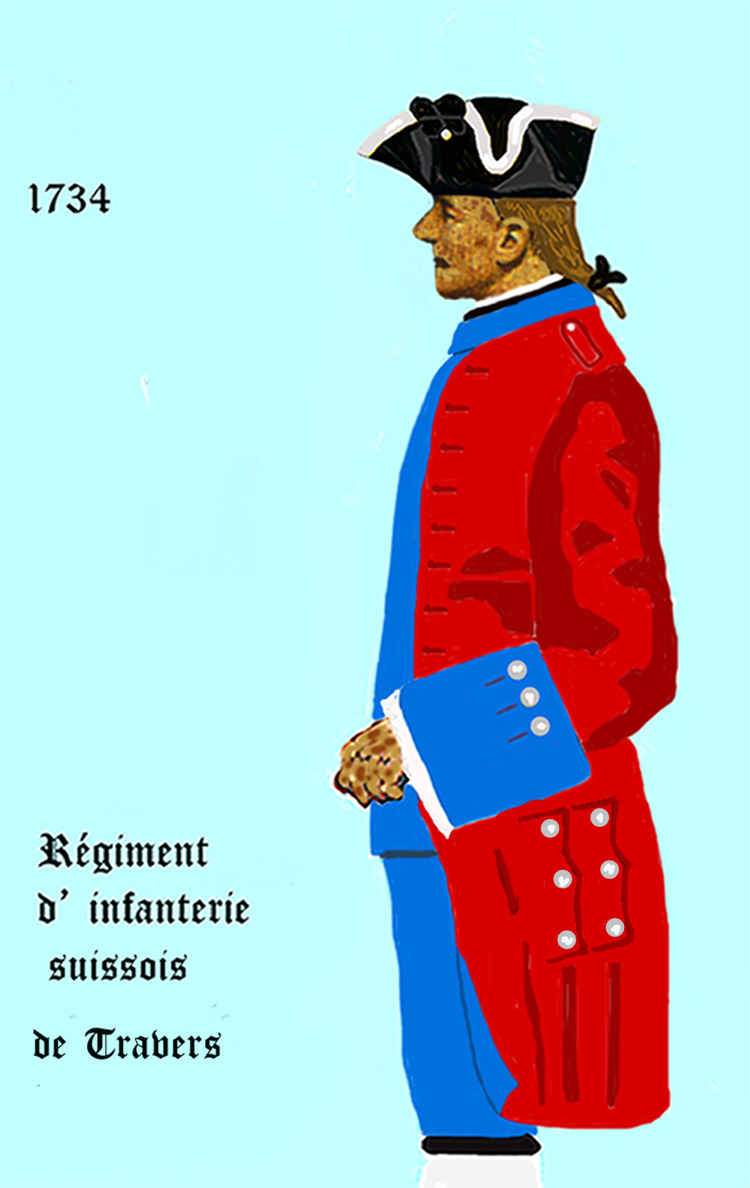
Régiment de Travers de 1734 à 1740

#### Guerre de Succession de Pologne
Au mois de mars 1735, pendant la guerre de Succession de Pologne, il fut envoyé à Metz, d'où il détacha à Saarbruck quelques piquets qui prirent part aux opérations de l'armée de la Moselle. A la fin de cette année, le régiment fut mis en garnison à Lille et Douai, d'où il se rendit à Berghes en 1737.

#### Guerre de Succession d'Autriche
Au commencement de la guerre de Succession d'Autriche, en 1741, il est placé à Strasbourg.
En juin 1743, pendant la retraite de l'armée de Bavière, on lui confie la garde du pont de Rhein-Turckheim.En juillet, il quitte l'Alsace pour se rendre au camp de La Bessé dans le haut Dauphiné, et il franchit les Alpes le 29 septembre. Après une courte expédition, dans laquelle ses grenadiers se rendent maîtres du château de Pont, il rentre en France par le col de Saint-Véran.

### Régiment de Salis-Soglio (1744-1744)

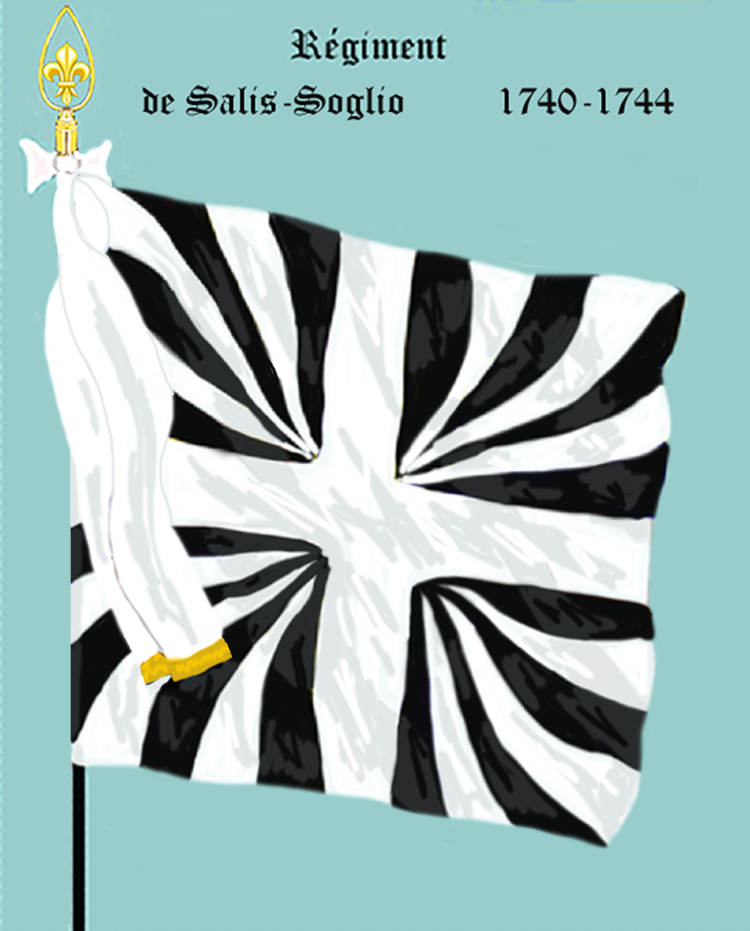
Régiment de Salis-Soglio de 1740 à 1744
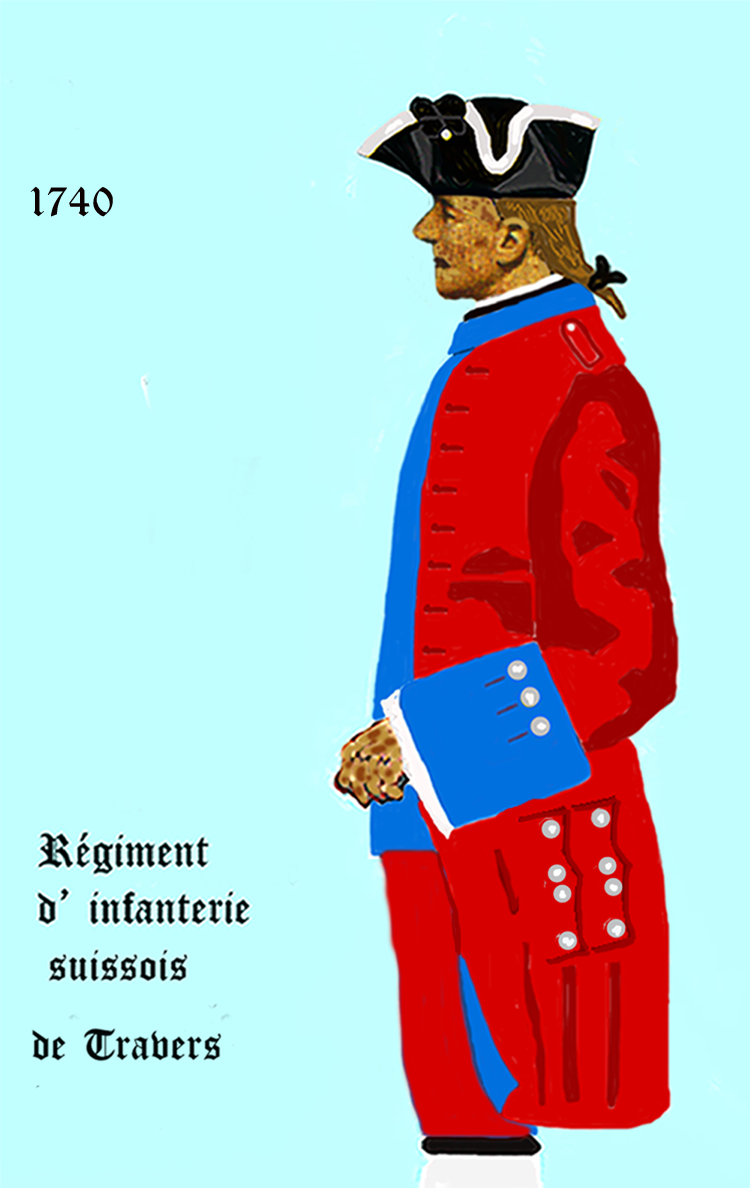
Uniforme du régiment de 1740 à 1762

#### Guerre de Succession d'Autriche
Le 17 juillet de l'année suivante, le régiment contribue, sous les ordres de François de Chevert, à l'attaque des hauteurs de la Gardette, et le lendemain à celle des inabordables retranchements de Pierrelongue et de la redoute qui les flanquait. Pendant cette mémorable affaire, le régiment contint un corps ennemi qui voulait monter au secours de la garnison de la redoute. Contraint un instant à rétrograder, il dut essuyer à bout portant tout le feu de la redoute sans pouvoir y répondre, les brigades de Poitou et de Provence se trouvant entre cette redoute et lui. Enfin, Jean Gaudens de Salis-Soglio, nommé colonel depuis huit jours, et jaloux de se faire connaître de ses soldats, se résout à tenter un effort pour s'emparer de cet ouvrage; il ordonne aux drapeaux de se retirer avec trois piquets sur une hauteur située à 200 pas en arrière, et s'élance jusqu'au pied des barricades avec le reste de son régiment. Cet exemple ranime les autres troupes : toutes ensemble fondent sur la redoute, y pénètrent culbutent la garnison et s'en rendent maîtresses. 
Ce beau succès coûta cher au régiment : le colonel Salis-Soglio et plusieurs officiers y trouvèrent la mort, ainsi que 284 hommes, et 340 furent blessés ; c'est-à-dire que plus de la moitié du corps fut mise hors de combat.

### Régiment de Salis-Mayenfeld (1744-1762)

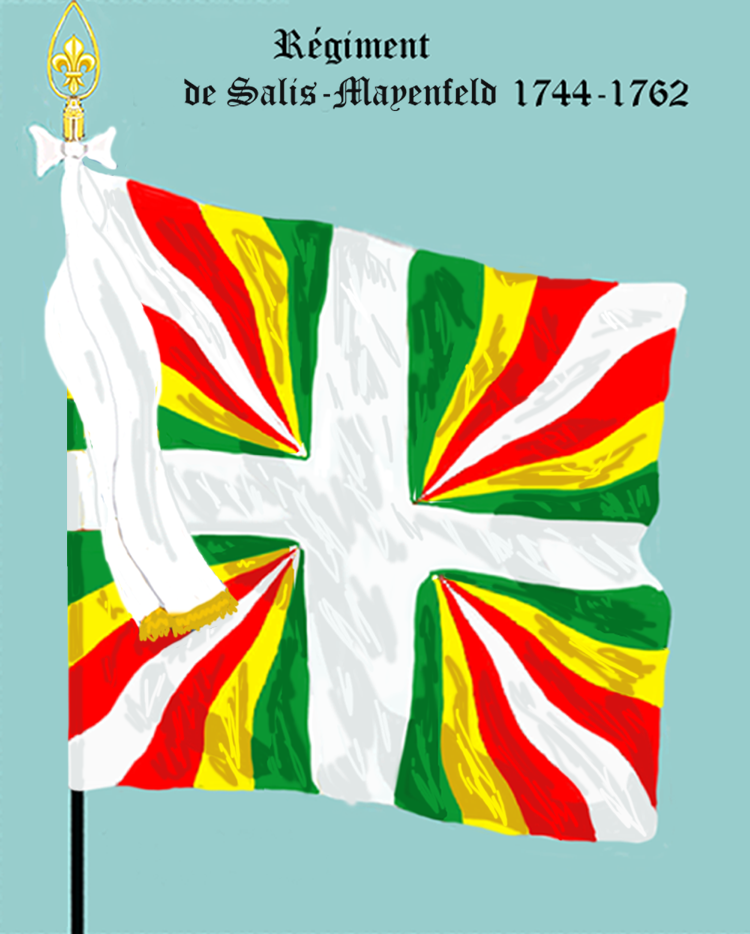
Régiment de Salis-Mayenfeld de 1744 à 1762

#### Guerre de Succession d'Autriche
Pendant le reste de la campagne, le régiment garda la communication entre Demont et Guillestre, et prit ses quartiers d'hiver, le 1er bataillon à Guillestre, le 2e bataillon à Mont-Dauphin et le 3e bataillon à Embrun.
En 1745, le régiment fut envoyé dans la vallée de Barcelonnette, et il passa une partie de l'été à escorter le
matériel de l'artillerie que l'on conduisait à Mont-Dauphin. 
Au mois de juin, le 3e bataillon alla à Antibes et les deux autres se remirent en campagne. Ils se trouvèrent à la prise du col de Sestrières qu'ils mirent en état de défense, brûlèrent le pont d'Exilles, et firent des merveilles, le 11 octobre, au combat de Josseau. Ils y culbutèrent le régiment piémontais de Nice, lui firent 400 prisonniers et lui enlevèrent deux drapeaux et trois canons. Le régiment hiverna encore à Embrun et Mont-Dauphin.
En février 1746, il se rendit à Toulon et Hyères. Le 1er bataillon franchit le Var en avril et fut bientôt suivi
par les deux autres. Le régiment de Salis occupa d'abord dans le comté de Nice, les villes de Menton, Nice et Vintimille. Il fut ensuite à Finale et à Savone, qui se trouvaient menacées par suite de la  prise d'Asti par le roi de Sardaigne, et il se trouvait enfin, le 15 août, sous Tortone, aux ordres du marquis de Mirepoix. Après la bataille du Tidone, il fit sa retraite par la rivière de Gênes, et fut tous les jours aux prises avec l'ennemi. Il se distingua particulièrement à la défense des postes qui couvraient Vintimille, et au passage de la Turbie, où, vingt hommes du régiment, font mettre bas les armes à une compagnie du « régiment piémontais de La Marine ». Après avoir encore disputé aux Austro-Sardes le passage du Var, les 1er et 3e bataillons se retirèrent dans les montagnes de Castellane, et le 2e se jeta dans Antibes où il fut étroitement bloqué.
Au mois de février 1747, après la délivrance de la Provence,le régiment de Salis laissa un bataillon de 600 hommes à
Hyères et se rendit à Besançon pour y recevoir des recrues. Il revint au mois de mai dans le Dauphiné et passa le 1er août dans le comté de Nice où il servit jusqu'à la paix. 
Le bataillon laissé à Hyères s'était embarqué au mois de mars à Toulon pour se rendre à Gênes. Il arriva le 23 mars dans cette ville, malgré les tempêtes et les croisières anglaises, et prit une part glorieuse à sa défense.
 Le 21 mai, les grenadiers et un piquet du bataillon aidèrent Royal-Comtois à reprendre le couvent de la Miséricorde.
 Le 12 juin, le bataillon était dans la redoute de Saint-Pierre d'Arena avec Royal-Italien quand l'ennemi fit une attaque générale à sept heures du soir. Il fut repoussé et se rejeta sur le poste de Bessaguia, gardé par des Génois et des Espagnols. Le
duc de Boufflers, craignant que cette garnison ne fût forcée, y envoya le régiment de Salis. Il était temps; les Espagnols avaient déjà encloué le canon. 
Le 28 août, le bataillon fut envoyé à Voltri pour empêcher une descente des Anglais.
 Le 5 septembre, deux vaisseaux parurent et canonnèrent le camp du régiment de Salis, qui reçut 300 boulets. 
Le 15 octobre, le bataillon fit partie de l'expédition envoyée dans le Montferrat pour y lever des contributions. Il campa vis-à-vis du château de Campo-Fredo, où il paralysa une garnison de 1 200 Autrichiens, qui n'osèrent bouger en sa présence. Il rentra à Gênes
le 24 octobre, et fut embarqué le 28 pour aller à La Spezia. Il passa l'hiver à Belvedere et Roccabigliera sur les frontières de la Toscane.
Pendant ce temps, les deux autres bataillons occupaient la vallée de Lantosca dans le comté de Nice.
En 1748, ils vinrent camper sous Vintimille, et ils gardèrent cette position jusqu'à la suspension d'armes.

#### Période de paix
Au mois d'octobre, ils entrèrent à Antibes. Le bataillon, qui était sur les bords du golfe de La Spezia, revint le 6 février dans la rivière de Gênes. Il envoya un détachement en Corse, et demeura à Chiavari jusqu'au 14 décembre.
En février 1749, les trois bataillons étaient réunis à Vienne, sauf le détachement de Corse qui ne rentra qu'en 1751.
En quittant Vienne, le régiment de Salis se rendit en Auvergne, où il fit un court séjour et fut ensuite dirigé sur Douai.
Il fit partie, en 1754, du camp d'Aimeries-sur-Sambre.

#### Guerre de Sept Ans
En mars 1757, dans le cadre de la guerre de Sept Ans, il se dirigea par Bruxelles sur Stockheim, rendez-vous de l'armée d'Allemagne. Il se trouva à la bataille d'Haaslembeek, passa dans le Hanovre, contribua à la prise de Minden et de Hanovre, et fut détaché, le 7 octobre, du camp d'Halberstadt pour aller renforcer l'armée du prince de Soubise et partagea la défaite de ce général à Rossbach.
Le régiment de Salis servit en 1758 sur le Bas-Rhin et assista encore à la défaite de Crefeld.
Il continua de faire partie de la même armée en 1759 et 1760 et se trouva cette dernière année à la bataille de Clostercamp. Ce fut sa dernière campagne : il fut employé sur les côtes pendant le reste de la guerre de Sept Ans.

### Régiment de Salis-Marschlins (1762-1791)

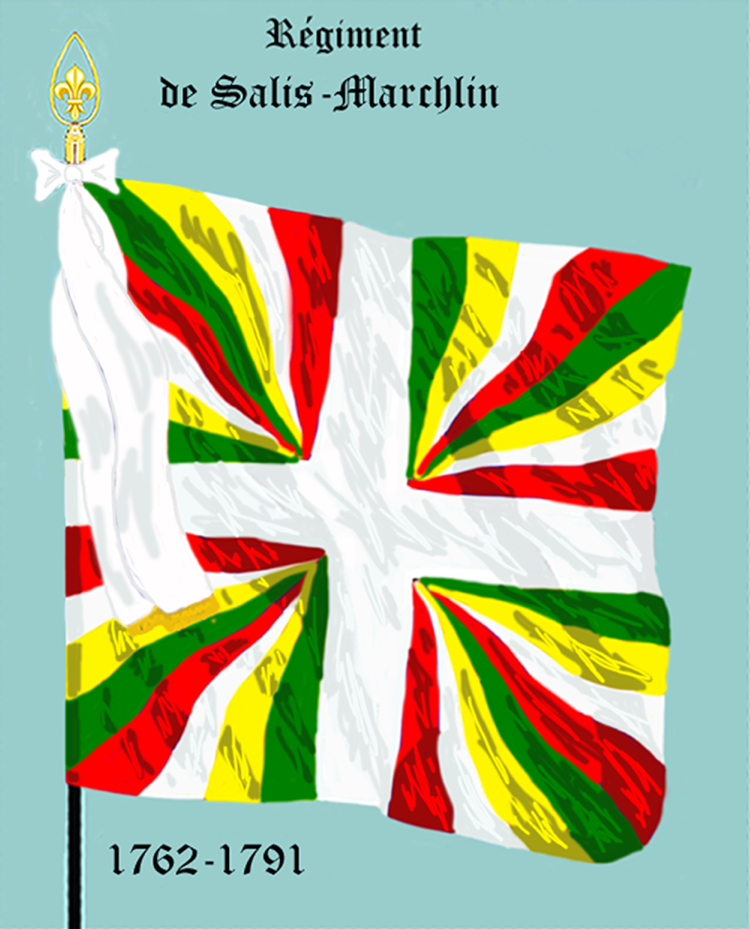
Régiment de Salis-Marchlin de 1762 à 1791
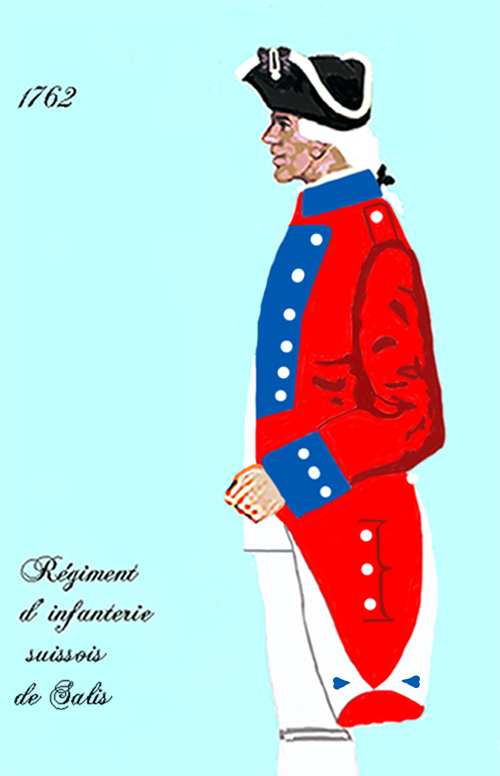
Régiment de Salis-Marchlin de 1762 à 1776
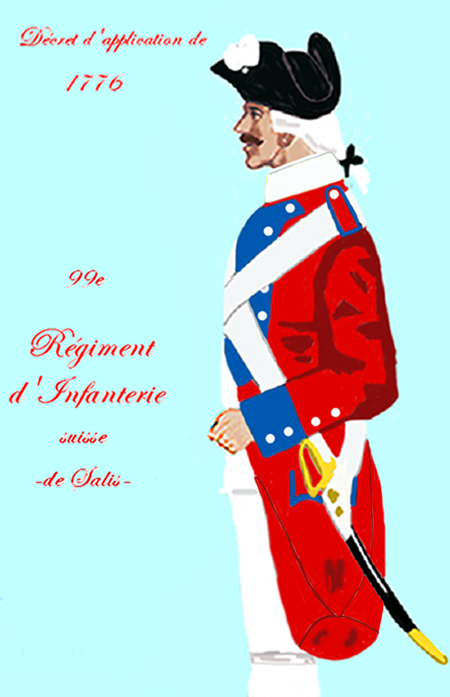
Régiment de Salis-Marchlin de 1776 à 1786
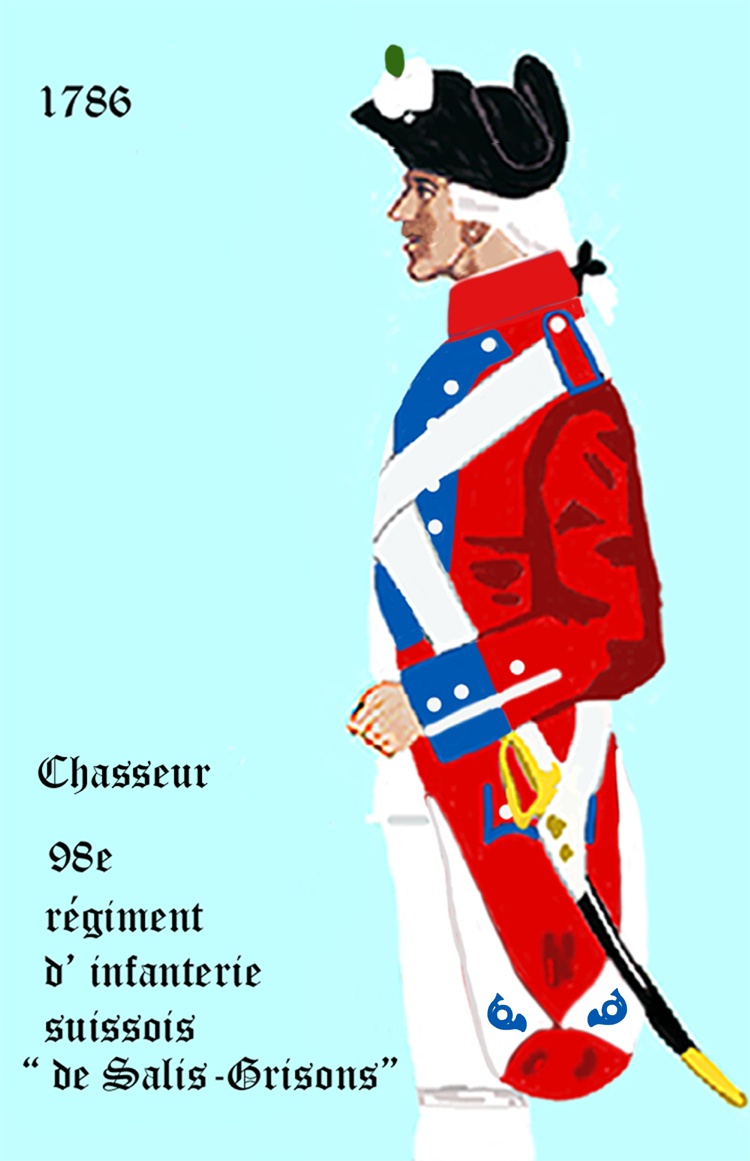
Régiment de Salis-Marchlin de 1786 à 1791

#### Période de paix
Pendant l'année 1763, le régiment occupa successivement les garnisons de Montmédy, Bitche et Sedan, et fut passé en revue le 8 août à Compiègne par le roi.
Il fut à Strasbourg en avril 1764, puis à Cambrai en octobre 1765, au Quesnoy et à Condé en septembre 1766, à Metz en août 1768, à Longwy et Montmédy en décembre 1770, à Longwy en janvier 1773, à Landau et Avesnes en septembre 1773, à Strasbourg en octobre 1775, à Lille en novembre 1777, à Saint-Omer en février 1778, à l'île de Ré en août 1778, à Rochefort en octobre 1780, à l'île d'Oléron en mai 1781 et à Marennes en octobre 1782.
Il travailla l'hiver suivant au dessèchement des marais de la Charente, fut à Tours en mai 1783, revint à Marennes en octobre pour continuer les mêmes travaux, retourna à Tours en juin 1784, et se rendit à Arras en octobre 1785.
A la fin de 1787, pendant les troubles de l'Irlande, il fut envoyé en Bretagne, demeura quelque temps attaché au service du port de Brest, se rendit à Tours en décembre 1787, à Toulon en avril 1788 et de la en Corse, où il occupa la garnison de Corte.

### 95erégiment d'infanterie de ligne ci-devant Salis-Marschlins
L'ordonnance du 1er janvier 1791 fait disparaître les diverses dénominations, et les corps d'infanterie ne sont désormais plus désignés que par le numéro du rang qu'ils occupaient entre eux. Ainsi, 101 régiments sont renommés. Les régiments sont toutefois largement désignés avec le terme ci-devant, comme 95e régiment d'infanterie ci-devant Salis-Marschlins.

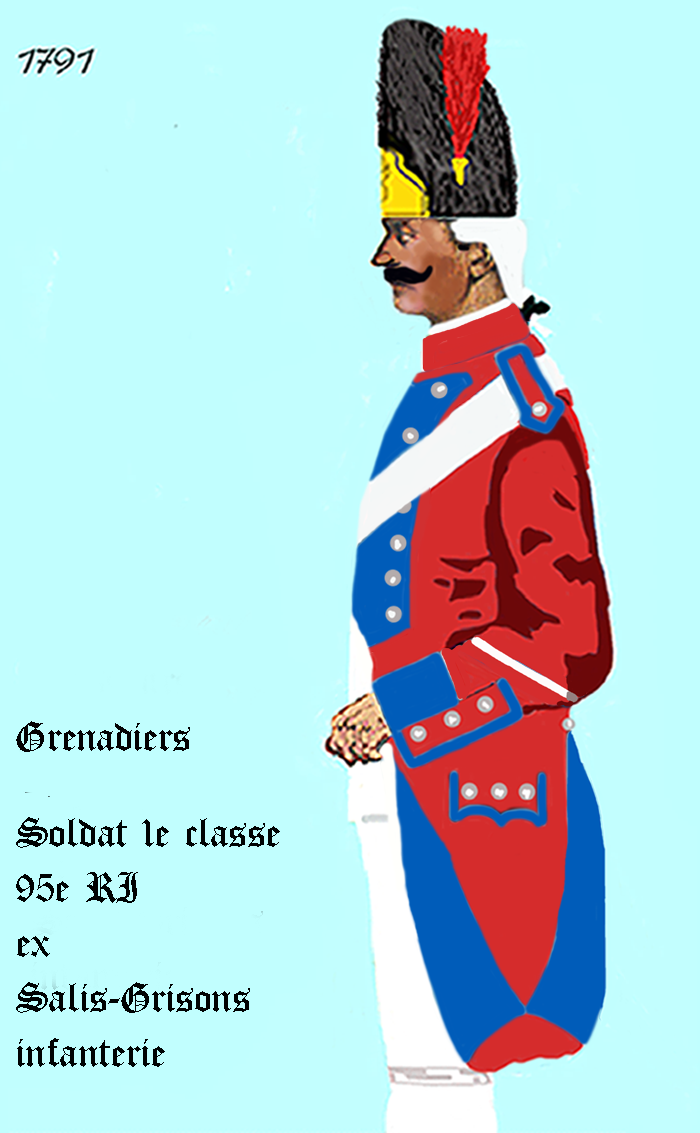
95e régiment d'infanterie de ligne ci-devant Salis-Marschlins de 1791 à 1792

L'ancienne tenue de ce corps s'était composée d'habit complet rouge garance, doublure, parements et collet bleus, boutons blancs, doubles poches en long, garnies dé quatre boutons, trois sur les parements, douze de deux en deux sur l'habit d'un côté seulement, et autant sur la veste des deux côtés, boutonnières bleues, chapeau bordé d'argent. Le règlement de 1775 lui donna le parement, le collet et le revers bleu de roi.

Les tambours portaient, sous M. de Salis-Marschlins, l'habit vert doublé de bianc avec le collet, le parement et le revers jonquille.
Le drapeau -colonel était semé de fleurs de lys d'or avec la devise: « Forliter et prudenter ». Ceux d'ordonnance ont varié. Ils furent d'abord ondés de noir et de blanc dans chaque carré. Sous le dernier colonel, chaque carré se divisait en sept ondes placées dans cet ordre, verte, jaune, rouge, blanche, rouge, jaune et verte.

#### Révolution française
La conduite que tint le régiment de Salis pendant la Révolution française le rendit cher aux habitants de la Corse, qui, à l'époque du licenciement des troupes suisses en 1792, firent des démarches empressées pour le conserver,. Dans un rapport à la Convention, Charles André Pozzo di Borgo chercha à prouver que ce régiment grison ne se trouvait point dans des conditions analogues à celles des autres corps suisses, que sa capitulation ne renfermait point les clauses onéreuses ou embarrassantes contenues dans les capitulations des autres régiments, qu'il était enfin tout à fait à la dévotion du gouvernement français. 
Salis-Marschlins est, en effet, conservé provisoirement; mais, au commencement de 1793, il est dénoncé comme attaché à la cause de Paoli, et sur la réclamation de Marat, sa dissolution immédiate est décrétée, le 2 avril, par la Convention. 
Cette mesure eut le résultat qu'on pouvait prévoir : le régiment de Salis-Marschlins passa sous les drapeaux de Paoli.